# Eisbrecher
Eisbrecher és una banda d'origen alemany pertanyent al moviment cultural Neue Deutsche Härte, la música de la qual incorpora elements de l'Industrial Metal i la música electrònica.

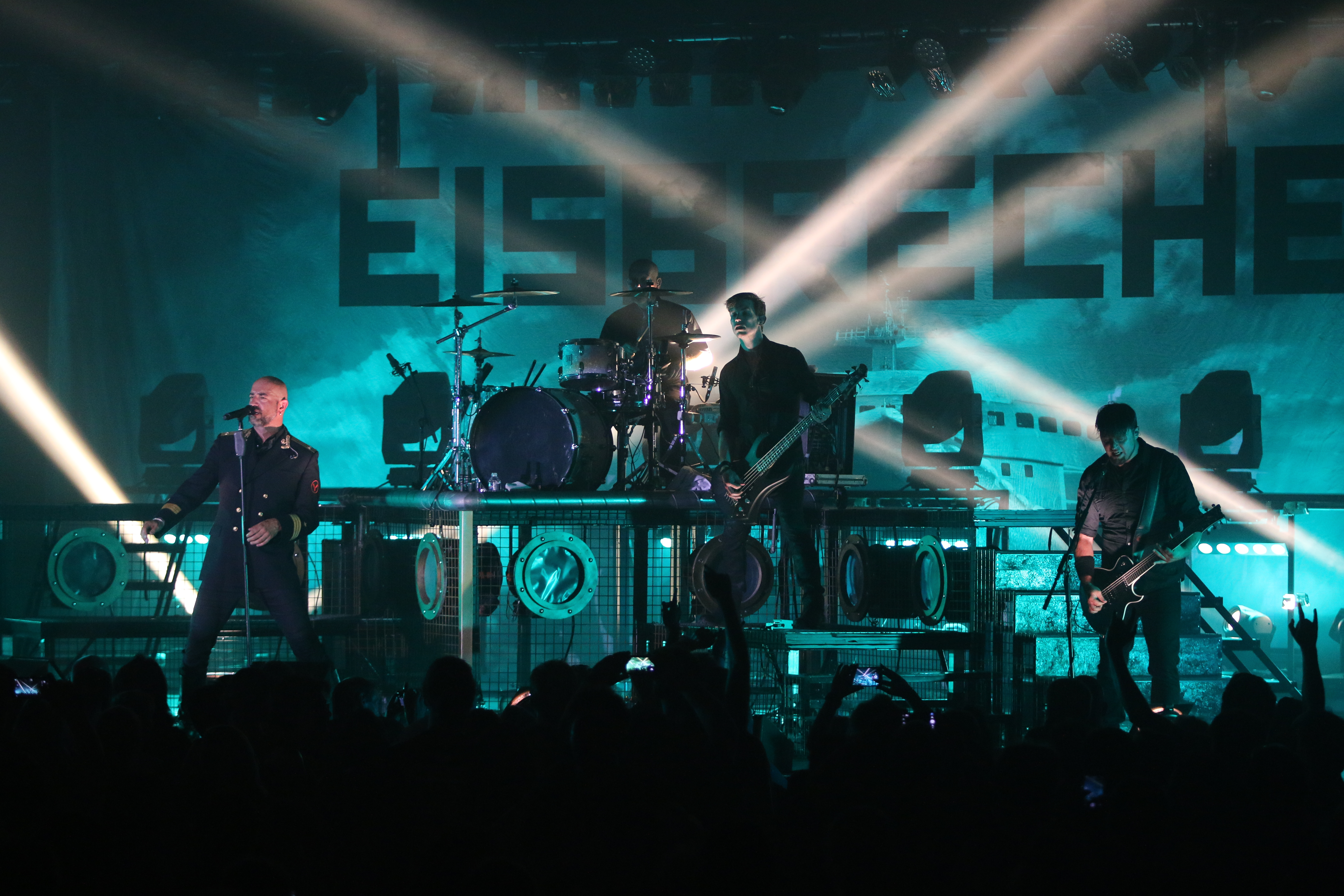
Zelt-Musik-Festival 2016 Friburg, Alemanya

## Història

### Inicis
La banda fou formada el 2003 després que Alexander Wesselsky abandonés (Alexx) la banda Megaherz degut a diferències creatives. Alexx contactà amb Noel Pixx, qui ja havia treballat abans amb Megaherz en discs anteriors, naixent així el grup Eisbrecher. La seva música es basa principalment en pistes electròniques creades pel programador (Noel Pix) i en les que Alexx i ell van introduint tons forts o lleugers donant així vida a la part indistrial de la seva música, una branca de l'electrònica coneguda pel nom d'electrònic progressiu. Van llançar el seu àlbum "Eisbrecher" el 2004, seguit per "Antikörper" el 2006, "Sünde" el 2008 i "Eiszeit" el 2010. El 3 de febrer del 2012, es llançà el nou àlbum "Die Hölle Muss Warten".

### Nom
El nom Eisbrecher és la traducció literal de l'alemany per "trencagels". Tota l'estètica de la banda té a veure amb aquest nom, des de les seves lletres fins a frases tan típiques com Ahoi o Und Es Wird Kalt (I Fa fred). Tot això amb l'objectiu, segons ells, de profunditzar dins els racons més íntims del cor humà, on les passions i els sentiments estan glaçats, on mai ningú no s'atreveix a cercar res, i un lloc on, òbviament, fa fred. A més, Alexx acostuma a emprar vestits navals durant els seus concerts.

## Membres
La banda es compon d'Alexx i de Noel Pixx, però en les seves presentacions en viu solen ser acompanyats per altres músics.

### Membres Actuals
- Alexander Wesselsky "Alexx" - Veu
- Jochen Seibert "Noel Pixx" - 1a Guitarra
- Jürgen Planger (desde 2006) - 2a Guitarra
- René Greil - Percussió
- Maximilian Schauer "Maximator" - Teclat
- Martin Motnik (des del 2006) - Baix

### Antics membres
- Felix Homeier "Primc" (fins al 2006) - a Guitarra
- Michael Behnke "Miguel" (fins al 2006) - Baix

## Discografia

### Àlbums
- Eisbrecher 26 de gener del 2004
- Antikörper 20 d'octubre del 2006
- Sünde 22 d'agost del 2008
- Eiszeit 16 d'abril del 2010
- Die Hölle Muss Warten 3 de febrer del 2012

### Singles
- Mein Blut 16 de juny del 2003
- Fanatica 22 de setembre del 2003
- Leider 14 de juliol del 2004
- Leider/Vergissmeinnicht (Edició limitada només als EUA, doble single) 22 d'agost del 2006
- Vergissmeinnicht 25 d'agost del 2006
- Kann denn Liebe Sünde sein 11 de juliol del 2008 (Sólo Alemania)
- Verrückt 22 de gener del 2012